# Anna Koblanck

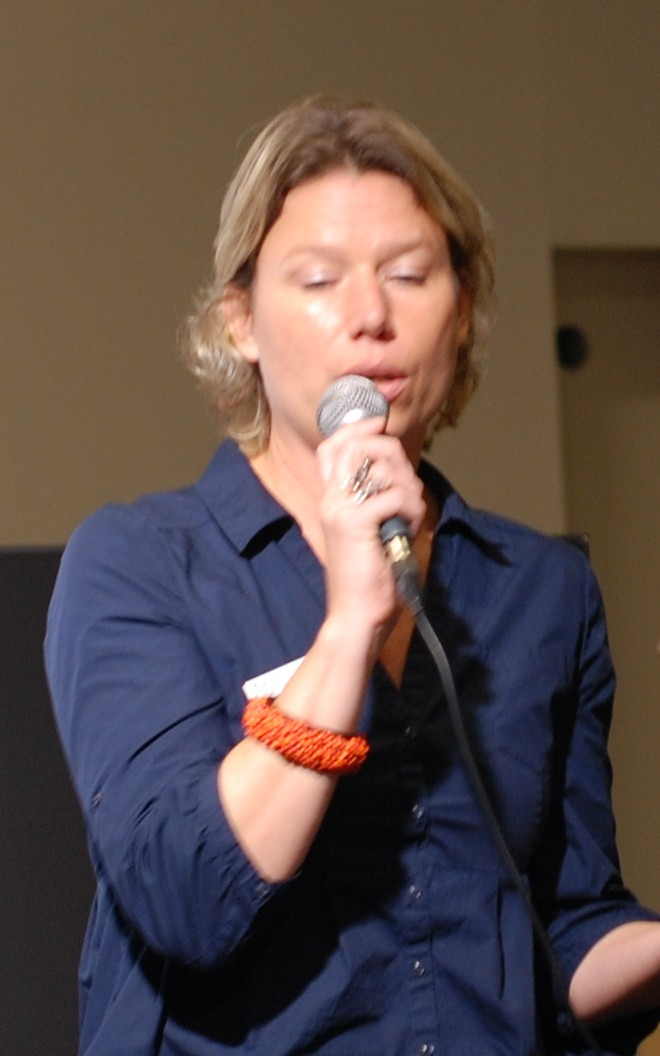
Anna Koblanck på Bokmässan i Göteborg 2010

Anna Koblanck, född 1972 på Öland, är en svensk journalist bosatt i Johannesburg och sedan 2004 Dagens Nyheters korrespondent i Afrika.
Anna Koblanck har en fil kand i statsvetenskap och nationalekonomi från Oxford University, och en journalistutbildning från JMK, Stockholms universitet. Hon har tidigare arbetat på Dagens Nyheters ekonomiredaktion, Finanstidningen och nyhetsbyrån AFX News. 
2004 gav Anna Koblanck ut reportageboken Några dagar till, om en ung hivsmittad kvinnas kamp för livet i Botswana. Boken har även översatts till engelska.